# 詹姆斯·德怀特·丹纳
詹姆斯·德怀特·丹纳（英語：James Dwight Dana，1813年2月12日—1895年4月14日），美国地质学，矿物学和动物学家，曾在南太平洋、美国西北部和欧洲等地考察研究，主要研究山脉的形成、火山活动、海洋生物和大部与洋盆的形成与构造等方面。

## 生平
丹纳于1830年进入耶鲁学院学习，1833年毕业后作为一名美国海军军校生巡航地中海。1836年丹纳回到纽黑文后成为其耶鲁学院老师本杰明·西利曼（Benjamin Silliman）的助手。1837年，年仅24岁的丹纳出版了580页《系统矿物学》（A System of Mineralogy），为早期的矿物分类作出贡献。
1838年，丹纳作为地质学家加入了查尔斯·威尔克斯（Charles Wilkes）的探险队前往南太平洋地区进行了4年的考察。1844年，丹纳与其导师本杰明·西利曼的女儿亨丽埃塔·西利曼（Henrietta Silliman）结婚，并定居于纽黑文。在1844至1854年，丹纳共出版了7000页的论文，主要成就集中在地质学领域。在其著作《矿物学手册》（1848，Manual of Mineralogy）和第三版的《系统矿物学》中包含了根据数学、物理和化学特性对矿物分类的完整修订。丹纳担任《美国科学杂志》（American Journal of Science）编辑期间，对美国地质学界产生深远的影响。